# Club Atlético de Madrid 2000-2001
Questa voce raccoglie le informazioni riguardanti il Club Atlético de Madrid nelle competizioni ufficiali della stagione 2000-2001.

## Stagione
Nella stagione 2000-2001 i Colchoneros hanno avuto in panchina ben tre allenatori, specchio di una stagione non esaltante che si è chiusa con il quarto posto in campionato e la conseguente mancata promozione in Primera División. La squadra tuttavia è arrivata a pari punti con il Tenerife, giunto terzo, ma con una peggiore differenza reti. In Coppa del Re l'Atlético Madrid è giunto fino in semifinale, sconfiggendo diversi club di categoria superiore, e arrendendosi solo ai futuri campioni del Real Saragozza per due reti a una tra andata e ritorno.

## Maglie e sponsor
| Casa | Trasferta |

## Rosa
| N. |                       | Ruolo | Calciatore               |
| -- | --------------------- | ----- | ------------------------ |
| 1  | Spagna (bandiera)     | P     | Antonio Jiménez Sistachs |
| 2  | Spagna (bandiera)     | D     | Iván Amaya               |
| 3  | Spagna (bandiera)     | D     | Antonio Muñoz Gómez      |
| 4  | Svizzera (bandiera)   | C     | Raphaël Wicky            |
| 5  | Spagna (bandiera)     | D     | Juan Manuel López        |
| 6  | Spagna (bandiera)     | D     | Santiago Denia           |
| 7  | Argentina (bandiera)  | D     | Juan Andrés Gómez        |
| 8  | Argentina (bandiera)  | C     | Óscar Mena               |
| 9  | Spagna (bandiera)     | A     | Salvador Ballesta        |
| 10 | Uruguay (bandiera)    | A     | Fernando Correa          |
| 11 | Spagna (bandiera)     | A     | Jordi Lardín             |
| 12 | Nigeria (bandiera)    | A     | Abass Lawal              |
| 13 | Spagna (bandiera)     | P     | Sergio Sánchez Sánchez   |
| 14 | Jugoslavia (bandiera) | D     | Zoran Njeguš             |

| N. |                                 | Ruolo | Calciatore              |
| -- | ------------------------------- | ----- | ----------------------- |
| 15 | Spagna (bandiera)               | D     | Carlos Aguilera Martín  |
| 16 | Spagna (bandiera)               | C     | Albert Luque            |
| 17 | Francia (bandiera)              | D     | Jean François Hernández |
| 18 | Spagna (bandiera)               | C     | Roberto Fresnedoso      |
| 19 | Spagna (bandiera)               | A     | Kiko                    |
| 20 | Portogallo (bandiera)           | C     | Hugo Leal               |
| 21 | Portogallo (bandiera)           | C     | Dani                    |
| 22 | Spagna (bandiera)               | A     | Juan Carlos Gómez Díaz  |
| 23 | Bosnia ed Erzegovina (bandiera) | D     | Mirsad Hibić            |
| 24 | Spagna (bandiera)               | C     | Juan Carlos Carcedo     |
| 25 | Argentina (bandiera)            | D     | Daniel Fagiani          |
| 28 | Spagna (bandiera)               | C     | David Cubillo           |
| 35 | Spagna (bandiera)               | A     | Fernando Torres         |

## Risultati

### Segunda División

#### Girone di andata
| Arbitro: | Bernardino González Vázquez |

|                                            |           |           |
| Salillas 34’ Roa 52’ Kaiku 69’ Alberto 90’ | Marcatori | 43’ Salva |

| Arbitro: | José Luis Renales Galindo |

|  |           |                     |
|  | Marcatori | 36’ (aut.) J. Gómez |

| Arbitro: | Antonio Jávega Jiménez |

|           |           |  |
| Puche 53’ | Marcatori |  |

| Arbitro: | Manuel Ángel Pérez Lima |

|                |           |  |
| Salva 26’, 85’ | Marcatori |  |

| Arbitro: | Fidel Valle Gil |

|           |           |                     |
| Casas 45’ | Marcatori | 90+7’ (rig.) Correa |

| Arbitro: | Pedro Tristante Oliva |

|            |           |           |
| Correa 47’ | Marcatori | 46’ Jordi |

| Badajoz 14 ottobre 2000 7ª giornata | Badajoz                      | 0 – 0 referto | Atlético Madrid | Nuevo Vivero (5 000 spett.)\| Arbitro: \| Francisco Javier Muñoz Juste \| |
| Arbitro:                            | Francisco Javier Muñoz Juste |               |                 |                                                                           |

| Arbitro: | Xabier Eleicegui Uranga |

|                                   |           |  |
| Correa 10’ (rig.) Juan Carlos 59’ | Marcatori |  |

| Arbitro: | Francisco Manuel Arcas Piqueres |

|                    |           |              |
| Cubillo 85’ (rig.) | Marcatori | 90+3’ Melgar |

| Arbitro: | Xavier Moreno Delgado |

|                        |           |                   |
| Jonathan 8’ Prieto 47’ | Marcatori | 71’ (rig.) Correa |

| Arbitro: | Bernardino González Vázquez |

|              |           |                      |
| Aguilera 48’ | Marcatori | 58’, 72’ Luis García |

| Arbitro: | José Luis Paradas Romero |

|  |           |            |
|  | Marcatori | 13’ Correa |

| Arbitro: | Jesús Téllez Sánchez |

|           |           |            |
| Salva 21’ | Marcatori | 70’ Sendoa |

| Arbitro: | Miguel Carlos Román González |

|            |           |               |
| Loreto 65’ | Marcatori | 27’ Hugo Leal |

| Arbitro: | Fernando Teixeira Vitienes |

|                             |           |  |
| Salva 14’, 83’ Aguilera 38’ | Marcatori |  |

| Arbitro: | Emilio María Navas Lasa |

|                                   |           |           |
| Víctor 36’ Olivera 44’ Ribera 49’ | Marcatori | 72’ Salva |

| Arbitro: | Eduardo Pérez Izquierdo |

|                                    |           |                           |
| Aguilera 28’ Salva 38’ (rig.), 49’ | Marcatori | 15’ Álvarez 48’ Lusarreta |

| Arbitro: | Emilio José Rubio Iniesta |

|             |           |                     |
| Macanás 30’ | Marcatori | 36’ Hibić 69’ Salva |

| Madrid 7 gennaio 2001 19ª giornata | Atlético Madrid        | 0 – 0 referto | Albacete | Vicente Calderón (30 000 spett.)\| Arbitro: \| José Luis Bello Rebolo \| |
| Arbitro:                           | José Luis Bello Rebolo |               |          |                                                                          |

| Arbitro: | Manuel Ángel Pérez Lima |

|          |           |  |
| Soto 72’ | Marcatori |  |

| Arbitro: | Xavier Moreno Delgado |

|                              |           |             |
| Roberto F. 70’ Hugo Leal 76’ | Marcatori | 63’ Nzinkeu |

#### Girone di ritorno
| Arbitro: | Alexis Manuel Pérez Pérez |

|              |           |                     |
| Aguilera 39’ | Marcatori | 67’ (rig.) Saavedra |

| Arbitro: | Ángel Rodado Rodríguez |

|           |           |          |
| David 56’ | Marcatori | 89’ Mena |

| Arbitro: | Francisco Manuel Arcas Piqueres |

|                                                           |           |  |
| Njeguš 12’, 90’ Hugo Leal 56’ Correa 61’ Salva 68’ (rig.) | Marcatori |  |

| Arbitro: | Emilio María Navas Lasa |

|                 |           |                                               |
| Gudelj 25’, 35’ | Marcatori | 60’ Luque 63’ (aut.) Pinillos 90+1’ Hugo Leal |

| Arbitro: | Miguel Carlos Román González |

|                       |           |          |
| Aguilera 19’ Dani 63’ | Marcatori | 36’ Arzu |

| Arbitro: | Alfonso Pino Zamorano |

|  |           |                      |
|  | Marcatori | 83’ Correa 90’ Salva |

| Arbitro: | Antonio Jávega Jiménez |

|               |           |  |
| Dani 36’, 58’ | Marcatori |  |

| Arbitro: | Xavier Moreno Delgado |

|                      |           |           |
| Benja 31’ Șerban 46’ | Marcatori | 59’ Salva |

| Arbitro: | Fernando Teixeira Vitienes |

|               |           |           |
| Gallego 90+1’ | Marcatori | 19’ Salva |

| Arbitro: | Xabier Eleicegui Uranga |

|                          |           |  |
| Salva 63’ Aguilera 90+2’ | Marcatori |  |

| Arbitro: | Eduardo Pérez Izquierdo |

|                        |           |                    |
| Luis García 68’ (rig.) | Marcatori | 6’ Luque 74’ Hibić |

| Arbitro: | Manuel Ángel Pérez Lima |

|                       |           |  |
| Salva 65’, 85’ (rig.) | Marcatori |  |

| Arbitro: | José Luis Bello Rebolo |

|                       |           |           |
| Léniz 28’ Arenaza 35’ | Marcatori | 72’ Salva |

| Arbitro: | Jesús Téllez Sánchez |

|  |           |                                    |
|  | Marcatori | 26’ Zárate 63’ Loreto 80’ Luis Gil |

| Arbitro: | Bernardino González Vázquez |

|             |           |                             |
| Toedtli 64’ | Marcatori | 3’ Luque 29’ Salva 85’ Dani |

| Arbitro: | Emilio José Rubio Iniesta |

|                          |           |  |
| Salva 56’ Roberto F. 69’ | Marcatori |  |

| Arbitro: | Francisco Manuel Arcas Piqueres |

|             |           |            |
| Renaldo 43’ | Marcatori | 71’ Correa |

| Arbitro: | Emilio María Navas Lasa |

|           |           |  |
| Luque 54’ | Marcatori |  |

| Arbitro: | Francisco Javier Muñoz Juste |

|  |           |               |
|  | Marcatori | 80’ F. Torres |

| Arbitro: | José Luis Paradas Romero |

|           |           |  |
| Luque 69’ | Marcatori |  |

| Arbitro: | Antonio Jávega Jiménez |

|  |           |           |
|  | Marcatori | 27’ Luque |

### Coppa del Re
| Arbitro: | Fidel Valle Gil |

|           |           |  |
| Salva 23’ | Marcatori |  |

| Arbitro: | Julián Rodríguez Santiago |

|                              |           |               |
| J. Gómez 45’ Correa 54’, 80’ | Marcatori | 75’ Armentano |

| Arbitro: | Rafael Ramírez Domínguez |

|                |           |                             |
| Salva 21’, 25’ | Marcatori | 69’ Quevedo 85’ De Quintana |

| Arbitro: | Alfonso Pérez Burrull |

|  |           |                    |
|  | Marcatori | 16’ Salva 78’ Kiko |

| Arbitro: | Xabier Eleicegui Uranga |

|  |           |            |
|  | Marcatori | 40’ Correa |

| Arbitro: | Jesús Téllez Sánchez |

|                         |           |            |
| Salva 31’, 74’ Dani 53’ | Marcatori | 75’ Puntas |

| Arbitro: | Fernando Carmona Méndez |

|  |           |                       |
|  | Marcatori | 28’ Acuña 69’ Jamelli |

| Arbitro: | José Javier Losantos Omar |

|  |           |             |
|  | Marcatori | 29’ Fagiani |

## Statistiche

### Statistiche di squadra
| Competizione     | Punti | Totale | Totale | Totale | Totale | Totale | Totale | DR  |
| Competizione     | Punti | G      | V      | N      | P      | Gf     | Gs     | DR  |
| ---------------- | ----- | ------ | ------ | ------ | ------ | ------ | ------ | --- |
| Segunda División | 74    | 42     | 21     | 11     | 10     | 59     | 39     | +20 |
| Coppa del Re     | -     | 8      | 6      | 1      | 1      | 13     | 6      | +7  |
| Totale           | 74    | 50     | 27     | 12     | 11     | 72     | 45     | +27 |